# 두 여인 (드라마)
《두 여인》은 1981년 1월 6일부터 같은 해 4월 4일까지 방영된 한국방송공사 1TV 일일연속극으로, 반공의식을 고취시키기 위한 반공 드라마이다.
이 드라마는 방송한 지 일주일만에 〈국정 '81년의 설계〉하고 대통령의 LA 방문에 따른 특집 방송으로 인해 시간을 이동하여 방영하다가 1981년 2월 2일부터는 아예 《달동네》와 시간대를 바꿔 8시 35분에서 7시로 이동하여 방영되었다.

## 방송 기간
| 방송 채널 | 방송 기간                 | 방송 시간                   | 방송 분량 |
| --------- | ------------------------- | --------------------------- | --------- |
| KBS 1TV   | 1981년 1월 6일 ~ 1월 30일 | 평일 밤 9시 40분 ~ 10시 5분 | 25분      |
| KBS 1TV   | 1981년 2월 1일 ~ 4월 5일  | 매일 저녁 7시 ~ 7시 20분    | 20분      |

## 등장 인물
- 한진희
- 김윤미
- 정영숙
- 서우림
- 원지현
- 연운경
- 주현
- 이순재

## 결방 사유 및 편성 변경
- 1981년
  - 1월 16일 : 특별기획 〈창조적 통일의지 - 고려연방제의 허구성〉 방송으로 인해 순연되어 10시 30분부터 방영
  - 1월 19일 : 국정 '81년의 설계 〈총리와의 대화〉 방송으로 인해 결방
  - 1월 21일 : 국정 '81년의 설계 〈우리 외교의 방향〉 방송으로 인해 순연되어 10시 10분부터 방영
  - 1월 22일 : 《형사》 100회 특집 방송으로 인해 결방
  - 1월 23일 : 국정 '81년의 설계 〈법무편〉 방송으로 인해 순연되어 10시 10분부터 방영
  - 1월 27일 : 국정 '81년의 설계 〈문교부〉 방송으로 인해 순연되어 10시 10분부터 방영
  - 1월 28일 : 국정 '81년의 설계 〈문공부〉 방송으로 인해 순연되어 10시 10분부터 방영
  - 1월 29일 : 특별기획 〈LA의 대통령〉 방송으로 인해 순연되어 10시 10분부터 방영
  - 1월 30일 : 특별기획 〈대통령과 LA 교포〉 방송으로 인해 순연되어 10시 25분부터 방영
  - 2월 2일 : 방송 시간대가 8시 35분에서 《달동네》 시간대인 7시로 이동 변경

| 한국방송공사 1TV 일일연속극 2              | 한국방송공사 1TV 일일연속극 2              | 한국방송공사 1TV 일일연속극 2            |
| 이전 작품                                  | 작품명                                     | 다음 작품                                |
| ------------------------------------------ | ------------------------------------------ | ---------------------------------------- |
| 계절풍 (1980년 9월 8일 ~ 1980년 12월 26일) | 두 여인 (1981년 1월 6일 ~ 1981년 1월 30일) | 달동네 (1981년 2월 1일 ~ 1981년 9월 5일) |
| 한국방송공사 1TV 일일연속극 1              |                                            |                                          |
| 달동네 (1980년 12월 1일 ~ 1981년 1월 30일) | 두 여인 (1981년 2월 2일 ~ 1981년 4월 4일)  | 표적 (1981년 4월 6일 ~ 1981년 9월 16일)  |